# Участок Сок
Уча́сток Сок (чув. Участок Сок) — посёлок в Сергиевском районе Самарской области, входит в состав сельского поселения Светлодольск.

## География
Посёлок расположен на левом берегу реки Сок, на расстоянии примерно 3 км (по прямой) на юго-запад от районного центра села Сергиевск.

## Население
| 2008 | 2010 |
| ---- | ---- |
| 293  | ↗299 |

Постоянное население составляло 263 человека (русские 76 %) в 2002 году, 299 в 2010 году.